# Lê Công Dung
Lê Công Dung (sinh 1955) là một Thiếu tướng Công an nhân dân Việt Nam. Ông nguyên là Ủy viên thường vụ, Giám đốc Công an tỉnh Quảng Trị từ năm 2010 đến năm 2014 .

## Sự nghiệp
- Trong đợt lấy phiếu tín nhiệm năm 2014, ông Lê Công Dung có số phiếu tín nhiệm thấp cao nhất là 15/48 phiếu và cũng là người có số phiếu tín nhiệm cao thấp nhất 16/48[2].
- Tại kỳ họp Hội đồng nhân dân bất thường thứ 15 tại tỉnh Quảng Trị, đã ra quyết định miễn nhiệm chức danh Ủy viên Ủy ban nhân dân tỉnh và cho thôi làm nhiệm vụ đại biểu HĐND tỉnh khóa VI, nhiệm kỳ 2011 - 2016 đối với ông Lê Công Dung.[3]